# اکسکیل پالاسیوس
اکسکیل آلخاندرو پالاسیوس (اسپانیایی: Exequiel Alejandro Palacios‎؛ زادهٔ ۵ اکتبر ۱۹۹۸) بازیکن فوتبال اهل آرژانتین است.

## باشگاهی
از باشگاه‌هایی که در آن بازی کرده‌است، می‌توان به ریور پلاته و بایر لورکوزن و بارسلونا میتوان اشاره کرد 

## تیم ملی
وی همچنین در تیم ملی آرژانتین و در مقطع کوتاهی در تیم ملی نوجوانان اکوادور بازی کرده‌است.